# Route départementale 449 (Essonne)
Pour les articles homonymes, voir Route départementale 449.
La route départementale 449 est une route départementale située dans le département français de l'Essonne et dont l'importance est aujourd'hui restreinte à la circulation routière locale. Elle constitue le trajet essonnien de l'ancienne route nationale 449 entre la route nationale 20 à Arpajon et Malesherbes.

## Histoire
L'ancienne route nationale 449 fut déclassée en 1972 et devint la route départementale 449 dans l'Essonne et la route départementale 949 dans le Loiret.

## Itinéraire
La route départementale 449 constitue le trajet essonnien de l'ancienne route nationale 449 qui reliait la route nationale 20 au centre urbain d'Arpajon et le centre agricole de Malesherbes par La Ferté-Alais.
- Arpajon, elle démarre son parcours à l'intersection avec la route nationale 20 et la route départementale 97. Elle prend l'appellation d' Avenue de la Division Leclerc puis bifurque pour éviter le centre-ville au niveau de la Porte de Paris en devenant le Boulevard Ernest Girault et rencontre la route départementale 152 avec laquelle elle partage le tracé pour traverser l'Orge sous la dénomination de Boulevard Jean Jaurès jusqu'à l'intersection avec la route départementale 19 à la Porte d'Étampes. Elles bifurquent toutes les deux et deviennent le Boulevard Abel Cornaton puis se séparent, la RD 152 bifurquant vers le nord, la RD 449 devient la Rue Saint-Denis et passe sous la ligne Brétigny - Tours empruntée par la ligne C du RER d'Île-de-France avant de quitter le territoire.
- La Norville, elle entre et devient la Route de La Ferté-Alais puis rencontre à la frontière sud la route départementale 19.
- Guibeville, elle entre à l'extrême nord-ouest du territoire sans appellation et rencontre ensuite la route départementale 26 pour devenir la Route de La Ferté-Alais.
- Cheptainville, elle conserve son appellation dans toute sa traversée du territoire.
- Lardy, elle entre sans appellation à proximité du hameau de Lardy-le-Pâté et passe sous la ligne Paris - Bordeaux utilisée par la ligne C du RER d'Île-de-France à proximité de la gare de Bouray. Elle devient ensuite le Boulevard du Québec et rencontre la route départementale 17 pour devenir la Route Nationale et traverser la Juine.
- Bouray-sur-Juine, elle entre dans le bourg et devient la Grande Rue puis rencontre la route départementale 99.
- Itteville, elle entre par l'ouest et prend la dénomination de Route de Bouray jusqu'à l'intersection avec la route départementale 8 où elle devient la Route de La Ferté-Alais puis elle rencontre la route départementale 31.
- Cerny, elle entre à l'extrême nord-est et croise la route départementale 191 pour devenir l' Avenue d'Arpajon dans le lieu-dit Le Pont de Villiers puis s'en sépare en devenant l' Avenue Carnot avant de traverser l'Essonne et de quitter le territoire.
- La Ferté-Alais, elle prend l'appellation de Rue Eugène Millet puis Boulevard de la Gâtine et Rue Notre-Dame à partir de son passage à proximité de l'église Notre-Dame-de-l'Assomption jusqu'à sa sortie du territoire marquée par la traversée de l'Essonne.
- D'Huison-Longueville, elle entre par le nord à l'intersection avec la route départementale 145 et devient la Route de Malesherbes à son entrée dans le hameau D'Huison jusqu'à la sortie.
- Vayres-sur-Essonne, elle devient la Route Nationale et rencontre à la sortie du bourg la route départementale 153 avant de quitter la commune.
- Courdimanche-sur-Essonne, elle entre par le nord-ouest sans appellation et rencontre la route départementale 205 avant l'entrée dans le bourg.
- Maisse, elle entre par le nord à proximité du hameau de Courty et devient la Route de la Ferté-Alais jusqu'à l'intersection avec la route départementale 837 où elle devient la Rue de Gironville jusqu'à sa sortie du territoire.
- Gironville-sur-Essonne, elle entre par le nord avec l'appellation Route de Maisse puis Grande Rue dans le centre-bourg, jusqu'à l'intersection avec la route départementale 1 où elle devient la Rue de Malesherbes puis la Rue de la Ferme à proximité de la frontière.
- Prunay-sur-Essonne, dans le bourg, elle prend la dénomination Rue de l'Essonne qu'elle conserve jusqu'à sa sortie du territoire.
- Boigneville, elle conserve l'appellation précédent jusqu'à la Place de la Gare devant la gare de Boigneville où elle devient la Rue de Paris. Elle rencontre à l'écart du bourg la route départementale 63 qui achève son parcours à cette intersection. Elle poursuit son trajet vers le sud et la frontière sans appellation jusqu'à devenir la route départementale 949 à la frontière avec Malesherbes dans le Loiret.

## Pour approfondir